# Hiroki Azuma
Hiroki Azuma (født 10. juli 1966) er en tidligere japansk fodboldspiller.
Han har spillet for flere forskellige klubber i sin karriere, herunder Gamba Osaka, Yokohama Flügels og Vissel Kobe.